# Мальдонадо, Сара
Сара Мальдонадо Фуэнтес (исп. Sara Maldonado Fuentes; род. 10 марта 1980, Халапа-Энрикес, Халапа, Веракрус, Мексика) — мексиканская актриса.

## Биография
Сара Мальдонадо родилась в городе Халапа-Энрикес, штат Веракрус. Её родители — Марио Мальдонадо и Сара Фуэнтес. У Сары есть два старших брата, Марио и Хесус, и сестра Фабиола. Ещё в детстве Мальдонадо решила стать актрисой, родители поддержали её желание и записали Сару на уроки балета, игры на пианино и пения. В 1999 году она поступила в CEA, принадлежащий медиакомпании Televisa. После двух лет учёбы Мальдонадо приняла участие в конкурсе талантов, организованном газетой El Heraldo, и заняла на нём первое место.
Победа на конкурсе позволила Мальдонадо получить свою первую роль в мыльной опере «Игра жизни» (2001). Затем последовали сериалы «Класс 406» (2002) и «Сердца на пределе» (2004). В тот же период Сара дебютировала на театральной сцене в постановке «Выпускник». В 2004 году Мальдонадо переехала в Канаду, а затем в Нью-Йорк, где изучала английский язык и посещала курсы актёрского мастерства. После возвращения в Мексику в 2006 году Мальдонадо получила роль Паулины в теленовелле «Жестокий мир». Также в 2007 году она исполнила небольшие роли в сериалах «Пантера» и «13 страхов». В том же году Сара получила роль Аймар, главной героини теленовеллы «Гроза в раю». В 2008 году Мальдонадо сыграла второстепенного персонажа в сериале «Кападокия».
В 2010 году Мальдонадо стала работать в американской испаноязычной телекомпании Telemundo и переехала в Майями. Она сразу же получила заглавную роль в теленовелле «Аврора». В марте 2011 года Сара досрочно покинула сериал, её персонаж был выведен из сюжета. Телекомпания опровергла слухи, что уход актрисы из сериала вызван её непрофессиональным поведением, и заявила, что продолжит сотрудничать с Мальдонадо. В том же 2011 году Сара исполнила роли второго плана в сериалах «Королева Юга» и «Восьмая заповедь». Затем в её карьере наступил перерыв. В 2014 году Мальдонадо вернулась на Telemundo и получила главную роль в телесериале «Камелия из Техаса».
В 2015 году Мальдонадо вернулась в Мексику, где вновь получила работу в Televisa.

## Личная жизнь
В 2007 году Мальдонадо вышла замуж за продюсера и владельца компании Lemon Films Билли Ровсара, с которым до того встречалась несколько месяцев. Свадебная церемония прошла в Мехико. Их брак продлился недолго. В феврале 2011 года было объявлено о разводе Мальдонадо и Ровсара.
В июле 2015 года Мальдонадо объявила о том, что обручилась с архитектором Алексом Гутьерресом, с которым встречалась уже два года.

## Фильмография
| Год       |   | Русское название  | Оригинальное название  | Роль                                 |
| --------- | - | ----------------- | ---------------------- | ------------------------------------ |
| 2001—2002 | с | Игра жизни        | El juego de la vida    | Лорена Альварес                      |
| 2002—2003 | с | Класс 406         | Clase 406              | Татьяна дель Мораль                  |
| 2004      | с | Сердца на пределе | Corazones al límite    | Диана Антильон де ла Рекера          |
| 2006—2007 | с | Жестокий мир      | Mundo de Fieras        | Паулина Сервантес-Браво              |
| 2006—2008 | с | Моя любовь        | Amor mío               | Паулина                              |
| 2007—2009 | с | Пантера           | El Pantera             | Монахиня                             |
| 2007      | с | 13 страхов        | Trece miedos           | Ванесса                              |
| 2007      | с | Гроза в раю       | Tormenta en el paraíso | Аймар Ласкано Маю                    |
| 2008—2012 | с | Кападокия         | Capadocia              | Монсеррат Ольмос                     |
| 2010—2012 | с | Аврора            | Aurora                 | Аврора Понсе де Леон                 |
| 2011      | с | Королева Юга      | La reina del sur       | Вероника Кортес («Гваделупе Ромеро») |
| 2011      | с | Восьмая заповедь  | El octavo mandamiento  | Камила Сан Мильян                    |
| 2014      | с | Камелия из Техаса | Camelia La Texana      | Камелия Пинеда                       |
| 2014      | ф | Ребёнок и дельфин | El Niño y El Delfín    | Амалия                               |
| 2014      | ф | Почти тридцать    | Casi treinta           | Люсия                                |